# Войвозь (Попешть, Біхор)
Войвозь, Войвозі (рум. Voivozi) — село у повіті Біхор в Румунії. Входить до складу комуни Попешть.
Село розташоване на відстані 421 км на північний захід від Бухареста, 38 км на північний схід від Ораді, 103 км на північний захід від Клуж-Напоки.

## Населення
За даними перепису населення 2002 року у селі проживали 1837 осіб.
Національний склад населення села:
| Національність | Кількість осіб | Відсоток |
| -------------- | -------------- | -------- |
| румуни         | 1518           | 82,6%    |
| словаки        | 171            | 9,3%     |
| цигани         | 83             | 4,5%     |
| угорці         | 57             | 3,1%     |

Рідною мовою назвали:
| Мова      | Кількість осіб | Відсоток |
| --------- | -------------- | -------- |
| румунська | 1527           | 83,1%    |
| словацька | 172            | 9,4%     |
| циганська | 83             | 4,5%     |
| угорська  | 50             | 2,7%     |